# Цяньань (Сунъюань)
Цяньа́нь (кит. упр. 乾安, пиньинь Qián'ān) — уезд городского округа Сунъюань провинции Гирин (КНР).

## История
Во времена империи Цин эти земли входили в состав монгольского Цянь-Горлоского хошуна аймака Джирим.
В связи с ростом численности оседлого населения в 1928 году был образован уезд. Так как он находился на северо-западе провинции Гирин, на месте, на котором в традиционной схеме расположения восьми триграмм находится триграмма «Цянь», то и получил название «Цяньань», что в данном контексте означает «спокойствие на северо-западе провинции Гирин».

## Административное деление
Уезд Цяньань делится на 6 посёлков и 4 волости.